# Vương cung Thánh đường Đức Mẹ Đồng Trinh Maria ở Płock
Nhà thờ Płock (tiếng Ba Lan: Katedra Płocka), hay tên đầy đủ hơn là Vương cung Thánh đường Đức Mẹ Đồng Trinh Maria ở Płock (Bazylika katedralna Wniebowzięcia Najświętszej Maryi Panny w Płocku) là một nhà thờ Công giáo La Mã ở thành phố Płock, Ba Lan.
Đây được xem là một ví dụ điển hình về kiến trúc Romanesque thế kỷ 12 và là di tích lịch sử lâu đời nhất cũng như quan trọng nhất trong thành phố. Đây cũng là nơi chứa đựng lăng mộ của nhiều quốc vương Ba Lan. Vào năm 2018, với những giá trị về lịch sử, nghệ thuật, khoa học và cảnh quan, Nhà thờ Płock được Tổng thống Ba Lan đưa vào danh sách Di tích Lịch sử Ba Lan.

## Lịch sử
Nhà thờ Płock được thành lập vào khoảng năm 1075. Tài liệu tham khảo đầu tiên được ghi nhận về nhà thờ là vào năm 1102, khi Vua Władysław I Herman được chôn cất ở đây. Nhà thờ theo phong cách Romanesque như hiện nay được Hoàng tử Bolesław III và Giám mục Aleksander-Malonne xây dựng sau năm 1129. Công trình này được thánh hiến vào năm 1144 với tên gọi Nhà thờ Đức Mẹ Đồng Trinh Maria. Trong ngôi nhà nguyện hoàng gia ở phía Bắc nhà thờ, một cỗ quan tài làm bằng đá cẩm thạch tạo thành lăng mộ dành cho hai nhà cai trị Ba Lan lúc bấy giờ: Władysław I Herman và con trai ông là Bolesław III Wrymouth.